# NGC 4189
NGC 4189 је спирална галаксија у сазвежђу Береникина коса која се налази на NGC листи објеката дубоког неба.
Деклинација објекта је + 13° 25' 29" а ректасцензија 12h 13m 47,2s. Привидна величина (магнитуда) објекта NGC 4189 износи 11,8 а фотографска магнитуда 12,5. Налази се на удаљености од 16,8000 милиона парсека од Сунца. NGC 4189 је још познат и под ознакама IC 3050, UGC 7235, MCG 2-31-54, IRAS 12112+1342, CGCG 69-92, VCC 89, KUG 1211+137, PGC 39025.